# Bosc-Guérard-Saint-Adrien
Bosc-Guérard-Saint-Adrien – miejscowość i gmina we Francji, w regionie Normandia, w departamencie Sekwana Nadmorska.
Według danych na rok 1990 gminę zamieszkiwało 578 osób, a gęstość zaludnienia wynosiła 56 osób/km² (wśród 1421 gmin Górnej Normandii Bosc-Guérard-Saint-Adrien plasuje się na 403. miejscu pod względem liczby ludności, natomiast pod względem powierzchni na miejscu 330.).